# Flipper (film, 1996)
Flipper är en amerikansk äventyrsfilm från 1996, och en nyinspelning av filmen med samma namn från 1963. Filmen är skriven och regisserad av Alan Shapiro. I huvudrollen spelar Elijah Wood som Sandy Ricks, en pojke som måste tillbringa sommaren med sin farbror Porter (Paul Hogan), som bor på Floridas guldkust. Även om han förväntar sig att få en tråkig sommar, stöter han på en delfin som han döper till Flipper och som han knyter vänskap med.
Filmen är inte relaterad till TV-serien 1995–2000 med samma namn som i sig också var en nyinspelning av filmen från 1963 och TV-serien från 1964. Istället för Metro-Goldwyn-Mayer, ett produktionsbolag för Flipper-serien, distribueras denna film av Universal Pictures.